# Blaby (Leicestershire)
Blaby ist eine Gemeinde (civil parish) in der Grafschaft Leicestershire in England mit etwa 6.200 Einwohnern (Stand 2011). Blaby ist Verwaltungssitz des Districts Blaby.

## Lage
Der Ort liegt 4 km südlich von Leicester, nahe der Autobahn M1.

## Sehenswürdigkeiten
- Kirche All Saints
- Diverse alte Wohnhäuser in Old Blaby

## Gemeindepartnerschaft
Mit der nordfranzösischen Gemeinde Villers-sous-Saint-Leu besteht eine Partnerschaft.

## Söhne und Töchter der Gemeinde
- Mitglieder der Rockband Kasabian stammen von hier